# SMY Hohenzollern
Lo SMY Hohenzollern fu il secondo panfilo imperiale tedesco (SMY:Seiner Majestät Yacht, Yacht di Sua Maestà), svolse questo servizio tra il 1893 ed il 1918.

## Storia
Per le nuove necessità di rappresentanza derivanti dall'espansione coloniale tedesca e per la passione del Kaiser Guglielmo II per la marina venne approvata, nel 1891, dalla Dieta tedesca la costruzione di uno yacht oceanico che garantisse la sicurezza per i suoi passeggeri e potesse, in tempo di guerra, essere convertito in nave comando per la Hochseeflotte.
La nave fu varata a Stettino alla presenza dell'Imperatore e madrina della nave fu sua nonna la regina Vittoria.
Svolse numerose crociere diplomatiche, con a bordo lo stesso Guglielmo II, fino allo scoppio della prima guerra mondiale. Trasformata in nave comando della Hochseeflotte, con un armamento potenziato, non fu però utilizzata e rimase , in disarmo, nel porto di Kiel fino alla fine della guerra. Con l'abdicazione di Guglielmo II, la nave fu trasferita sotto la giurisdizione della Repubblica di Weimar, fino al 1923, quando fu demolita.

## Altri panfili imperiali
- SMY Hohenzollern (1878–1912), ribattezzato SMY Kaiseradler nel 1892.
- SMY Hohenzollern III (iniziato nel 1914 e mai terminato).